# Championnats du monde masculins de VTT marathon
Le Championnat du monde de VTT-Marathon masculin est le championnat du monde de marathon, une des disciplines du VTT. La première édition a lieu en 2003 à Lugano en Suisse.

## Palmarès
| Année                   | Or                  | Argent              | Bronze           |
| ----------------------- | ------------------- | ------------------- | ---------------- |
| 2003 Lugano             | Thomas Frischknecht | Bart Brentjens      | Carsten Bresser  |
| 2004 Bad Goisern        | Massimo de Bertolis | Thomas Dietsch      | Bart Brentjens   |
| 2005 Lillehammer        | Thomas Frischknecht | Bart Brentjens      | Dario Acquaroli  |
| 2006 Oisans             | Ralph Näf           | Leonardo Páez       | Roel Paulissen   |
| 2007 Verviers           | Christoph Sauser    | Roel Paulissen      | Thomas Dietsch   |
| 2008 Villabassa         | Roel Paulissen      | Christoph Sauser    | Urs Huber        |
| 2009 Graz               | Roel Paulissen      | Alban Lakata        | Christoph Sauser |
| 2010 Saint-Wendel       | Alban Lakata        | Mirko Celestino     | Burry Stander    |
| 2011 Montebelluna       | Christoph Sauser    | Jaroslav Kulhavý    | Mirko Celestino  |
| 2012 Ornans             | Periklís Ilías      | Moritz Milatz       | Kristian Hynek   |
| 2013 Kirchberg in Tirol | Christoph Sauser    | Alban Lakata        | Leonardo Páez    |
| 2014 Pietermaritzburg   | Jaroslav Kulhavý    | Alban Lakata        | Christoph Sauser |
| 2015 Val Gardena        | Alban Lakata        | Christoph Sauser    | Leonardo Páez    |
| 2016 Laissac            | Tiago Ferreira      | Alban Lakata        | Kristian Hynek   |
| 2017 Singen             | Alban Lakata        | Tiago Ferreira      | Daniel Geismayr  |
| 2018 Auronzo            | Henrique Avancini   | Daniel Geismayr     | Leonardo Páez    |
| 2019 Grächen            | Leonardo Páez       | Kristián Hynek      | Samuele Porro    |
| 2020 Sakarya            | Leonardo Páez       | Tiago Ferreira      | Martin Stošek    |
| 2021 Capoliveri         | Andreas Seewald     | Diego Arias         | José Días        |
| 2022 Haderslev          | Samuel Gaze         | Andreas Seewald     | Simon Andreassen |
| 2023 Glentress Forest   | Henrique Avancini   | Martin Stošek       | Lukas Baum       |
| 2024 Snowshoe           | Simon Andreassen    | Christopher Blevins | David Valero     |

## Tableau des médailles
| Rang | Coureur             | Or | Argent | Bronze | Total |
| ---- | ------------------- | -- | ------ | ------ | ----- |
| 1    | Alban Lakata        | 3  | 4      | 0      | 7     |
| 2    | Christoph Sauser    | 3  | 2      | 2      | 7     |
| 3    | Leonardo Páez       | 2  | 1      | 3      | 6     |
| 4    | Roel Paulissen      | 2  | 1      | 1      | 4     |
| 5    | Henrique Avancini   | 2  | 0      | 0      | 2     |
| 5    | Thomas Frischknecht | 2  | 0      | 0      | 2     |
| 7    | Tiago Ferreira      | 1  | 2      | 0      | 3     |
| 8    | Jaroslav Kulhavý    | 1  | 1      | 0      | 2     |
| 8    | Andreas Seewald     | 1  | 1      | 0      | 2     |
| 10   | Simon Andreassen    | 1  | 0      | 1      | 2     |

| Rang | Nation           | Or | Argent | Bronze | Total |
| ---- | ---------------- | -- | ------ | ------ | ----- |
| 1    | Suisse           | 6  | 2      | 3      | 11    |
| 2    | Autriche         | 3  | 5      | 1      | 9     |
| 3    | Colombie         | 2  | 2      | 3      | 7     |
| 4    | Belgique         | 2  | 1      | 1      | 4     |
| 5    | Brésil           | 2  | 0      | 0      | 2     |
| 6    | Tchéquie         | 1  | 3      | 3      | 7     |
| 7    | Allemagne        | 1  | 2      | 2      | 5     |
| 7    | Portugal         | 1  | 2      | 1      | 4     |
| 9    | Italie           | 1  | 1      | 3      | 5     |
| 10   | Danemark         | 1  | 0      | 1      | 2     |
| 11   | Grèce            | 1  | 0      | 0      | 1     |
| 11   | Nouvelle-Zélande | 1  | 0      | 0      | 1     |
| 13   | Pays-Bas         | 0  | 2      | 1      | 3     |
| 14   | France           | 0  | 1      | 1      | 2     |
| 15   | États-Unis       | 0  | 1      | 0      | 1     |
| 16   | Afrique du Sud   | 0  | 0      | 1      | 1     |
| 16   | Espagne          | 0  | 0      | 1      | 1     |